# Liste der Naturdenkmale in Niederstaufenbach
Die Liste der Naturdenkmale in Niederstaufenbach nennt die im Gemeindegebiet von Niederstaufenbach ausgewiesenen Naturdenkmale (Stand 27. April 2024).

## Naturdenkmale
| Nr.         | Bezeichnung | Lage                                 | Beschreibung                                 | Bild                                    |
| ----------- | ----------- | ------------------------------------ | -------------------------------------------- | --------------------------------------- |
| ND-7336-401 | Zwei Linden | nördlich des Ortes an der L 367 Lage | Tilia sp., zwei von ursprünglich drei Bäumen | Direkt Bild zu diesem Denkmal hochladen |